# Sam Szafran
Pour les articles homonymes, voir Szafran.
Sam Szafran (prononcé [ˈʃa.fran]), pseudonyme de Samuel Berger, né à Paris le 19 novembre 1934 et mort à Malakoff le 14 septembre 2019, est un artiste peintre français.

## Biographie

### Enfance et jeunesse
Fils aîné de parents émigrés juifs polonais, Samuel Berger passe les premières années de son enfance dans le quartier des Halles de Paris. Il habite au 158, rue Saint-Martin dans le 3e arrondissement de Paris.
Pendant la Seconde Guerre mondiale, il échappe à la rafle du Vélodrome d'Hiver et se cache dans un premier temps chez des paysans dans le Loiret, puis à Espalion (Aveyron), dans une famille de républicains espagnols. À dix ans, il est brièvement interné au camp de Drancy d’où il est libéré par les Américains, après la fuite des Allemands le 18 août.
Alors que son père et une grande partie de sa famille ont été massacrés dans les camps nazis, il est envoyé en 1944 par la Croix-Rouge à Winterthour en Suisse, où il est accueilli par la famille Halberstadt. En 1947, il embarque à Marseille avec sa mère et sa sœur pour Melbourne en Australie, où ils sont accueillis par un oncle maternel.

### Formation
À son retour en France en 1951, totalement autodidacte, il suit quelques cours du soir de dessin dans les écoles de la Ville de Paris et mène une existence particulièrement rude et précaire.
Entre 1953 et 1958, il fréquente l’académie de la Grande-Chaumière à Paris, où enseigne Henri Goetz. À Saint-Germain-des-Prés et à Montparnasse, il fait la connaissance de Ipoustéguy, Orlando Pelayo, Jacques Delahaye, Nicolas de Staël, Jean Paul Riopelle, Joan Mitchell, Yves Klein, Jean Tinguely, Roseline Granet et bien d’autres. Il découvre les collages de Kurt Schwitters, les matériologies et texturologies de Jean Dubuffet, Hantaï et Bernard Réquichot. Il réalise alors ses premières œuvres abstraites et premiers collages.

### Parcours artistique

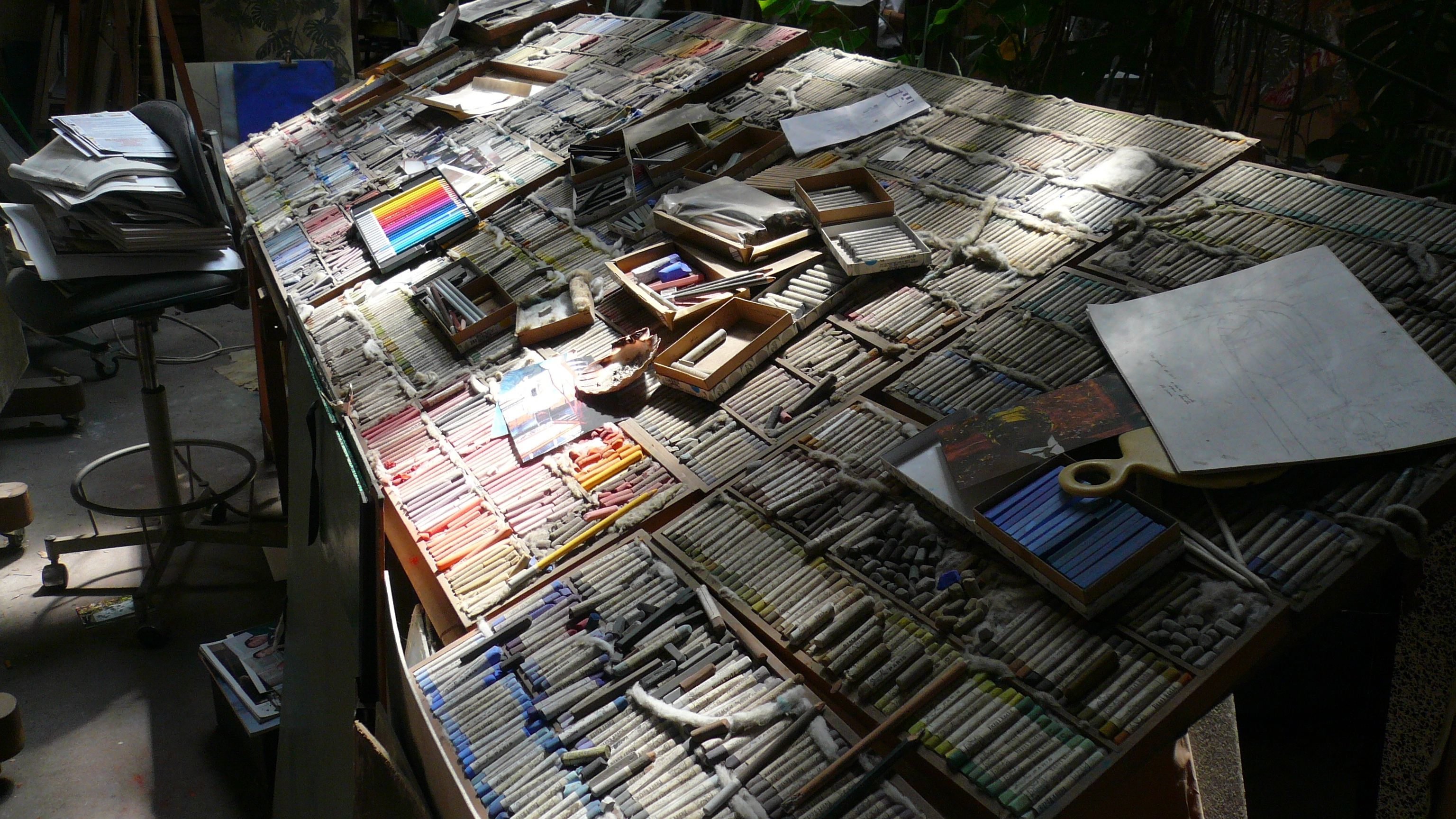
Boîtes de pastel dans l'atelier de Sam Szafran (2010).

Szafran retourne ensuite vers la figuration. Il produit une première série de Choux (1958–1965).
En 1960, une boîte de pastels offerte lui permet une tournure importante dans son œuvre, le pastel devenant sa pratique de prédilection. Alberto Giacometti, qu’il rencontre en 1964 devient officieusement son maître.
En 1964, l’artiste entre à la galerie Claude Bernard à Paris. Le collectionneur Jacques Kerchache organise sa première exposition personnelle en 1965. Par la suite, son œuvre va se resserrer autour de quelques thèmes : Ateliers (1969-1970), Imprimeries (1972), Escaliers (à partir de 1974).
Szafran rejoint pour un temps Fernando Arrabal, Roland Topor et le groupe Panique en 1972. À l'occasion de l'exposition « 60-72. Douze ans d'art contemporain en France » au Grand Palais, il se lie d'une profonde amitié fraternelle avec Henri Cartier-Bresson dont il sera un temps le maître en dessin.
En 1977 et 1978, il réalise ses premières grandes aquarelles, variations sur ses thèmes de prédilection : Ateliers, Serres et Escaliers. C’est sur ces mêmes thèmes ainsi que sur celui des Villes, qu’il commence, vers 1987, à combiner le pastel et l’aquarelle, le sec et le mouillé. À partir de 1999, il aborde certains grands Paysages urbains.
En 1999 et 2001, deux rétrospectives sont organisées : la première à la Fondation Gianadda à Martigny en Valais (Suisse),, puis, la première présentée à Paris, « L’Atelier dans l’atelier » au musée de la Vie romantique.
En 2004 et 2005, il travaille avec le céramiste catalan Joan Gardy Artigas pour la réalisation des deux décors monumentaux Escalier et Philodendrons, destinés au Pavillon Szafran à la Fondation Gianadda, qui est inauguré en 2006.
Deux autres grandes rétrospectives vont suivre : « Sam Szafran – dessins, pastels et aquarelles » au musée Max Ernst de Brühl, près de Cologne en Allemagne (2010-2011) et « Cinquante ans de peinture » à la  Fondation Gianadda  (2013). Il y dévoile pour la première fois ses très grands formats.
Après sa disparition, le musée de l'Orangerie présente une large rétrospective Obsessions d'un peintre, du 28 septembre 2022 au 16 janvier 2023 qui a un succès considérable avec 330 000 visiteurs.

### Le Pavillon Szafran à Martigny, Suisse
En 2015 est inaugurée la Salle Sam Szafran au Pavillon Szafran de la Fondation Pierre Gianadda à Martigny. C'est le seul hommage muséal permanent à l'artiste en Europe, décidé par Léonard Gianadda
La salle est enrichie de manière significative en 2021 et présente désormais en permanence 12 importantes peintures, des œuvres sur papier, une table de pastels Roché ainsi que le fameux banc de Gaudi qui a appartenu a Sam Szafran.

### Famille et vie privée
Il épouse en 1963 Lilette Keller, née à Moutier (Canton de Berne, Suisse). Elle donne naissance à leur fils Sébastien l’année suivante.
À partir de 1974, la famille réside à Malakoff.
Sam Szafran meurt le 14 septembre 2019 à Malakoff à 84 ans. Il est inhumé le 23 septembre suivant au cimetière parisien de Bagneux. 

### Distinction
- juillet 2013 : Commandeur de l’ordre des Arts et des Lettres[18]

### Prix
- 1993 : Grand prix des arts de la Ville de Paris[19]
- 2011 : Prix Piero Crommelynck[20]

## Expositions et réalisations

### Expositions individuelles
- Sam Szafran, dessins[21], galerie Jacques Kerchache, Paris, 1965
- Sam Szafran, fusains 1967-1970, galerie Claude Bernard, Paris, 1970
- Sam Szafran, pastels 1970-1972[22], galerie Claude Bernard, Paris, 1972
- Sam Szafran, pastels[23], galerie Artel, Genève, 1974
- Sam Szafran, fusains[24], galerie Claude Bernard, Paris, 1976
- Sam Szafran, pastels[25], galerie Claude Bernard, Paris, 1980
- Sam Szafran, pastels, fusains, Le Centre d'art de Flaine, Cluses, 1986
- Sam Szafran, recent works, Claude Bernard Gallery, New York, 1987
- Sam Szafran, aquarelles[24], galerie Claude Bernard, Paris, 1987-1988
- Sam Szafran, dessins, pastels, aquarelles[26], Caja Iberia, Saragosse, 1988-1989
- Sam Szafran, aquarelles[25], galerie Vallois, Paris, 1992-1993
- Sam Szafran[9], Fondation Gianadda, Martigny, 1999 ; puis Fondation Maeght, Saint-Paul-de-Vence, 11 février-30 mars 2000
- Sam Szafran - L'atelier dans l'atelier[11], musée de la Vie romantique, hôtel Scheffer-Renan, Paris, 2000-2001
- Le Pavillon Szafran[27], Fondation Pierre Gianadda, Martigny, 2006
- Sam Szafran, exposition au Pavillon des Arts et du Design, Jardin des Tuileries, galerie Hopkins & Custot, Paris, 2008
- Sam Szafran[28], Max-Ernst-Museum, Brühl, 2010-2011
- Sam Szafran, IIIe prix Piero Crommelynck, estampes, galerie de l'ancien collège, Châtellerault, 2011
- Sam Szafran, pastels from the Triton Foundation, musée historique juif (Joods Historisch Museum), Amsterdam, 2011
- Sam Szafran, cinquante ans de peinture[14], Martigny, Fondation Pierre Gianadda, 2013
- Sam Szafran, galerie Claude Bernard, Paris, 2014, 2015, 2016, 2018, 2019.

- Sam Szafran - Arborescences[25], Domaine de Chaumont-sur-Loire, 2017.
- Sam Szafran[29], Les Dominicaines, Pont-L’Évèque, 21 mai - 18 septembre 2022.

### Expositions collectives (sélection)
- Société des Artistes Indépendants, Grand Palais, Paris, 1957
- The 1958 Pittsburgh Bicentennial Internationl Exhibition of Contemporary Painting and Sculpture, Department of fine arts, Carnegie Institute, Pittsburgh, 1958
- Salon des Réalités nouvelles, Paris 1959
- Peintres et Sculpteurs, galerie Max Kaganovitch, Paris 1963
- Sculptures de peintres, galerie Claude Bernard, Paris, 1964
- À l'œil nu, Centre culturel américain, Paris, 1965
- Aspects de la figuration depuis la guerre, musée d’art et d’industrie, Saint-Étienne, 1968
- Expo 60/72, douze ans d’art contemporain en France, Grand Palais, Paris, 1972
- Primitifs du XXe siècle, château d'Ancy-le-Franc, Ancy-le-Franc, 1972
- Panique, galerie Jacques Kerchache, Paris, 1973
- New Image in Painting, Biennale internationale, Tokyo, 1974
- Trait pour trait. 50 autoportraits, galerie Jean Briance, Paris, 1976
- L'Atelier, technique de la peinture, musée du Louvre, Paris, 1976
- Nouvelle Subjectivité, Festival d'automne à Paris, Centre national d’art contemporain, Paris, 1976
- Papiers sur nature, Festival d'automne à Paris, Fondation nationale des arts graphiques et plastiques, Paris, 1977
- Chemins de la création, dessins de peintres, dessins de sculpteurs, château d'Ancy-le-Franc, 1978
- Tours, art vivant, Tours, 4 novembre – 3 décembre 1978
- La Nouvelle Subjectivité, Palais des beaux-arts, Bruxelles, 1979
- Dessins de la Fondation Maeght, Fondation Marguerite et Aimé Maeght, Saint-Paul-de-Vence, 1980
- Nouvelles tendances de la peinture en France, Neue Galerie am Landesmuseum Joanneum, Künstlerhaus Graz, 1980
- Paris 1960-1980, panorama de l’art contemporain en France, Museum des 20. Jahrhunderts, Vienne, 1982
- Dessins français contemporains, Musée-Galerie de la Seita, Paris, puis Knoxville, Tennessee, 1982
- Biennale de Venise, Pavillon international, 1982
- La Délirante, revue de poésie, musée national d'art moderne, Paris, 1983
- L'art moderne à Marseille, la collection du Musée Cantini, musée Cantini, Centre de la Vieille Charité, commissaire général Germain Viatte, Marseille, 1988
- Chemins de la création, Jean-Paul Riopelle, Roseline Granet, Sam Szafran, château de Tanlay, centre d'art contemporain, Tanlay, 1989
- Art en France, un siècle d’inventions[30], musée Pouchkine, Moscou, puis musée de l’Ermitage, Leningrad, 1989
- Twentieth-century modern masters, The Jacques and Natasha Gelman collection, Metropolitan museum of art, New York, 1989–1990
- L'aquarelle aujourd'hui, Abrahami, Levine, Salzmann, Szafran, Musée-Galerie de la SEITA, Paris, 1993
- De Matisse à Picasso, collection Jacques et Natasha Gelman, Fondation Pierre Gianadda, organisée avec the Metropolitan Museum of art, Martigny, 1994
- Made in France 1947-1997, 50 ans de création en France, Centre Georges-Pompidou, Paris, 1997
- Le Mystère et l'éclat - Pastels du musée d'Orsay[31], musée d'Orsay, Paris, 2008
- De Renoir à Sam Szafran, parcours d’un collectionneur, Fondation Pierre Gianadda, Martigny, 2011

### Réalisations monumentales
- Escalier et Philodendrons, deux céramiques murales monumentales réalisées avec Joan Gardy-Artigas, pour le Pavillon Szafran, Fondation Pierre Gianadda, Martigny, 2004

### Filmographie
- Sam Szafran - Escalier, produit et réalisé par Antoine Cretton pour la Fondation Pierre Gianadda, Martigny, 2006
- Sam Szafran - Ni dieu, ni maître, produit et réalisé par Antoine Cretton, coproduit par la Fondation Pierre Gianadda, Martigny, 2013
- Philippe Hiquily : L’éloge de l’érotisme en sculpture, entretien Sam Szafran, conception Alexandra Marini, France, 2008, couleur, 84 min env., produit par la maison de haute couture Torrente
- Sam Szafran/Outlaw Painter, réalisé par Bastien Rokk, produit par B&M Films, Allemagne, 2017